# 17125 Vijayakumar
17125 Vijayakumar è un asteroide della fascia principale. Scoperto nel 1999, presenta un'orbita caratterizzata da un semiasse maggiore pari a 2,739758 UA e da un'eccentricità di 0,004353, inclinata di 6,117982° rispetto all'eclittica. Ha un diametro di 7,373 km.